# قلعه اهو گه
بقایای قلعه آهو گه مربوط به سده‌های میانه و متاخر دوران‌های تاریخی پس از اسلام است و در شهرستان ماهنشان، بخش انگوران، دهستان انگوران، ۵۰۰ متری غرب روستای قرقان سفلی واقع شده و این اثر در تاریخ ۲۷ بهمن ۱۳۸۷ با شمارهٔ ثبت ۲۴۶۱۱ به‌عنوان یکی از آثار ملی ایران به ثبت رسیده است.